# Joseph Knauer

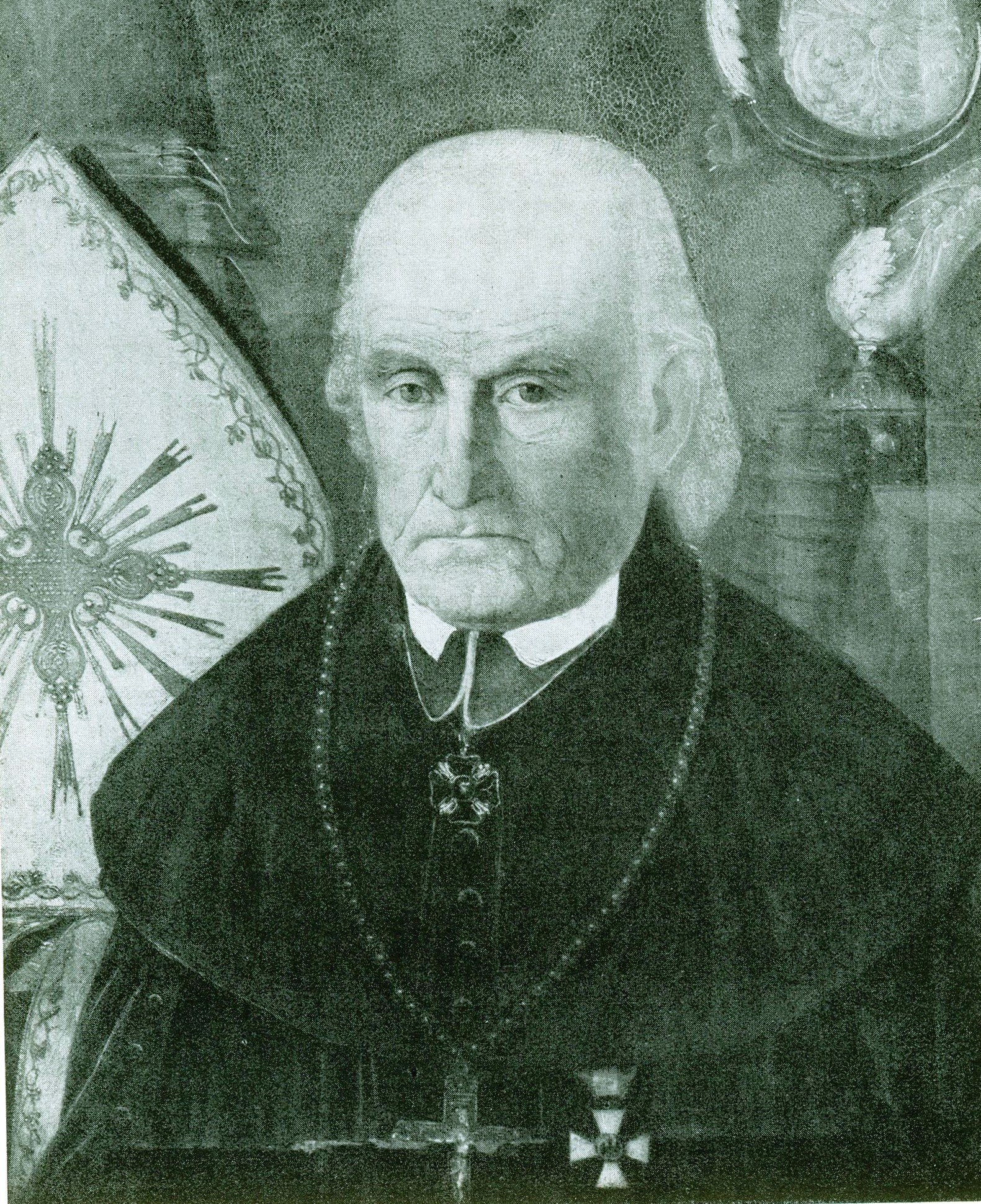
Joseph Knauer

Joseph Knauer (* 1. Dezember 1764 in Rothflössel, Distrikt Habelschwerdt, Grafschaft Glatz; † 16. Mai 1844 in Breslau, Provinz Schlesien) war ab 1809 Dechant und von 1810 bis 1841 Großdechant der zum Erzbistum Prag gehörenden Grafschaft Glatz. Von 1843 bis 1844 war er Fürstbischof von Breslau.

## Kindheit und Ausbildung
Die Eltern von Joseph Knauer waren der Kolonist Johann Knauer und Theresia, geb. Lux. Trotz seiner einfachen Herkunft konnte er nach dem Schulbesuch in Mittelwalde das Katholische Gymnasium in Breslau besuchen. Seinen Unterhalt verdiente er sich als Chorsänger und durch eine Hauslehrerstelle, die es ihm erlaubte, Philosophie und Katholische Theologie an der Breslauer Leopoldina zu studieren, wo er auch zum Doktor der Theologie promoviert wurde.

## Berufung zum Priestertum und pastoraler Einsatz
Joseph Knauer empfing am 7. März 1789 die Priesterweihe und erhielt eine Kaplansstelle in Mittelwalde. Ab 1794 war er Pfarrer in dem bekannten Wallfahrtsort Albendorf, wo er bis 1814 wirkte. Anschließend erhielt er die besser dotierte Pfarrstelle an der St.-Michael-Pfarrkirche in Habelschwerdt, die er bis 1841 bekleidete.

## Kirchliche Würden und Aufgaben
Während seiner Amtsjahre in Albendorf wurde Joseph Knauer 1808 durch die preußische Königliche Staatsregierung zum Dechanten der Grafschaft Glatz ernannt. Am 16. Januar 1809 folgte die Ernennung zum Vikarius der Grafschaft Glatz durch den Prager Erzbischof Wilhelm Florentin von Salm-Salm. 1810 wurde die Bezeichnung für den Glatzer Dechanten in „Großdechant“ umbenannt. Da dies lediglich ein Ehrentitel war, dem keine Autorität zukam, bezweifelte Knauer dessen Sinn. Die zweifache Ernennung war durch die politisch veränderte Lage bedingt: Das Glatzer Land gehörte seit ältesten Zeiten politisch zur Krone Böhmen und kirchlich zum Bistum bzw. ab 1344 Erzbistum Prag. Nachdem die Grafschaft Glatz nach dem Ersten Schlesischen Krieg 1742 und endgültig nach dem Hubertusburger Frieden 1763 an Preußen gefallen war, wollte Friedrich II. die Einmischung eines „ausländischen“ Bischofs nicht dulden. Mit der eigenmächtigen Ernennung des Dechanten versuchte er, die Grafschaft Glatz von der Prager Erzdiözese zu trennen.

## Bischof

Bischofswappen

Mit der päpstlichen Circumscriptionsbulle De salute animarum vom 16. Juli 1821 wurde bestimmt, dass die Großdechanten der Grafschaft Glatz künftig auch Ehrendomherren des Domstifts zu Breslau seien. Dadurch wurde es möglich, dass Joseph Knauer, dem die Breslauer Theologische Fakultät 1837 die Ehrendoktorwürde verlieh, am 27. August 1841 durch das Breslauer Domkapitel zum Fürstbischof gewählt werden konnte. Da der königliche Wahlkommissar die Wahl beeinflusst haben soll, erließ Pius VII. das entsprechende Breve erst am 6. Februar 1843. Joseph Ignaz Ritter blieb deshalb vorerst weiterhin Kapitularvikar. 
Knauers Bischofsweihe durch Weihbischof Daniel Latussek und die Inthronisation fanden erst am 23. April 1843 statt. Als Prediger wirkte dabei Heinrich Förster. Das Amt des Fürstbischofs konnte er nicht lange ausführen. Er starb nach knapp 13 Monaten Amtszeit am 16. Mai 1844, am Fest Christi Himmelfahrt und wurde im Breslauer Dom vor dem Vinzenzaltar bestattet.